# Занино (Костромская область)
Занино — деревня в Берёзовском сельском поселении Галичского района Костромской области России.

## География
Деревня расположена на берегу реки Шача.

## История
Согласно Спискам населенных мест Российской империи в 1872 году усадьба Занино относилась к 1 стану Чухломского уезда Костромской губернии. В ней числился 1 двор, проживали 1 мужчина и 1 женщина.
Согласно переписи населения 1897 года в усадьбе проживало 10 человек (8 мужчин и 2 женщины).
Согласно Списку населенных мест Костромской губернии в 1907 году усадьба Занино относилась к Муравьищенской волости Чухломского уезда Костромской губернии. По сведениям волостного правления за 1907 год в ней числилось 3 крестьянских двора и 12 жителей.
До муниципальной реформы 2010 года деревня входила в состав Муравьищенского сельского поселения.

## Население
По состоянию на 1 января 2014 года в деревне числилось 2 хозяйства и 2 постоянных жителя.
| 2008 | 2010 | 2012 | 2014 |
| ---- | ---- | ---- | ---- |
| 9    | ↘4   | ↗5   | ↘3   |

## Известные люди
В Занино родился экономист Иван Христофорович Озеров (1869—1942).